# Synkretisme
Synkretisme er afledt af det latinske ord syncretismus, som igen, formentligt, er afledt af det græske ord syn-kerånnymi, som betyder at sammenblande eller forene. En anden etymologisk forklaring er, at ordets anden del har rod i benævnelsen for øen Kreta, og at ordet altså kan oversættes løst som "sammenhold blandt kretensere". Man havde nemlig observeret, at befolkningen på Kreta, på trods af indre stridigheder, stod sammen udadtil.
- Forening af divergerende synspunkter, mæglingsforsøg i en trossag.
- Religionsblanding eller sammensmeltning.

Ordet bruges primært i religionsfaglig sammenhæng til at beskrive, hvordan en given religion har fået sin konkrete udformning ved, bevidst eller ubevidst, at integrere divergerende filosofiske og religiøse traditioner.
Synkretisme findes i alle religioner i den forstand, at alle religioner bærer præg af at være udsprunget fra en bestemt tid og et bestemt samfund med dets religiøse og kulturelle forudsætninger.
Danskernes fejring af julen har elementer af både den hedenske fest ved vintersolhverv og den kristne jul.
Mest udbredt var synkretismen i hellenismen, hvor der var tradition for at sammenblande græske, romerske, ægyptiske og orientalske guder og tanker, noget, som var særligt udpræget under Aleksander den Store. Derfor findes der visse gennemgående træk i stort set alle de hellenistiske religioner.